# Металургійний завод у Флоранж

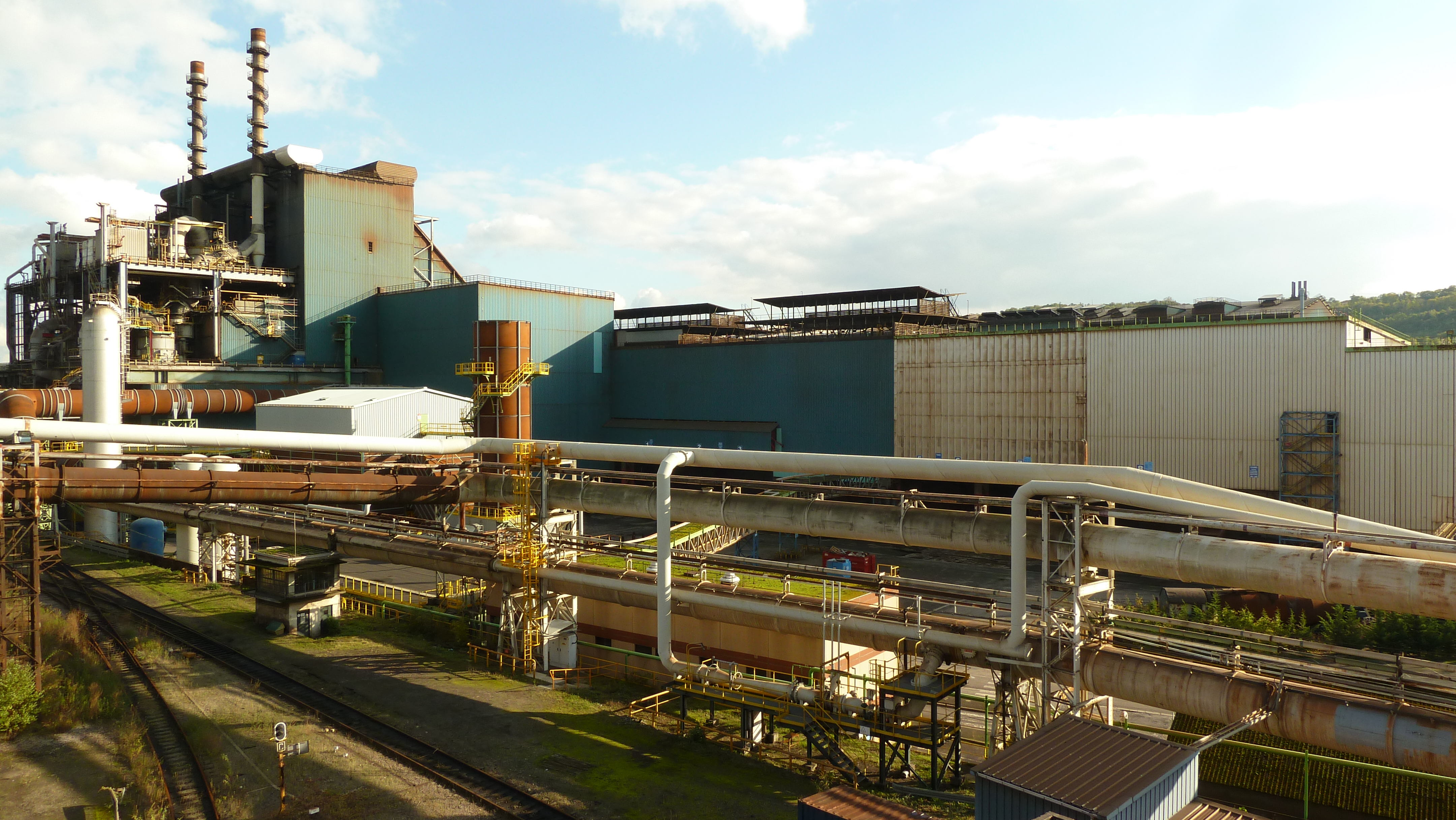
Сталеливарний цех заводу, розташований у місті Сереманж-Ерзанж. Фото 2012 року, відразу після зупинки заводу.

Флоранзький металургійний завод (фр. Usine sidérurgique de Florange), «АрселорМіттал Еанж-Флоранж» (фр. ArcelorMittal Hayange-Florange) — металургійний завод на північному сході Франції, у Лотарингії. Цехи заводу розташовані у кількох суміжних містах — Еанж, Флоранж, Сереманж-Ерзанж та Ромба. Заснований 1907 року. Зупинений 2011 року, після чого не був демонтований, а законсервований щонайменше до 2017 року відповідно до зобов'язань компанії «АрселорМіттал» перед урядом.

## Історія
Першу доменну піч у районі Патураль міста Еанж, де тепер знаходиться доменний цех заводу, було побудовано 1907 року компанією «Les petits-fils de François de Wendel et Cie». До 1913 року компанія мала тут вже 6 доменних печей. У 1950-х роках тут працювало 6 доменних печей — від Р1 до Р6. Побудовані на початку століття вони були перебудовані у 1950-х роках. Крім того, Р3 і Р6 були додатково капітально відремонтовані й модернізовані 1974 року.
1993 року з 3 доменних печей, що залишалися тут, було зупинено доменну піч Р4. З 2003 року, з утворенням компанії Arcelor, завод належав їй. З 2006 року — у власності ArcelorMittal. Глобальна фінансова криза 2008 року призвела до реструктуризації компанією АрселорМіттал свого бізнесу у Європі і залишення у роботі тільки найбільш конкурентоздатних підприємств. В цей період дві доменних печі відділку у Еанжі пережили череду зупинок і задувок і врешті-решт були зупинені у 2011 році (Р3 — у червні, Р6 — у жовтні). АрселорМіттал після зупинки залишив доменні печі на консервації на 6 років відповідно до домовленостей з державою.
У лютому 2012 року адміністрація підтвердила, що найближчим часом повертати печі в роботу не планується. 20 лютого 2012 року в ході протестів близько 200 робітників зайняли порожні офіси керівництва на заводі.
Ситуація на заводі стала у 2012 році об'єктом передвиборчої боротьби між Ф. Саркозі і Ф. Оландом, які навідувалися у Флоранж і обіцянки, що завод не припинить роботу.

## Сучасний стан
Цехи заводу розташовані в кількох невеличких суміжних містах, вони розтягнулися вздовж берегів річки Фенч. Доменний цех розташований у місті Еанж, сталеливарне виробництво — у Сереманж-Ерзанж, прокатний цех — у Флоранж. Доменний цех має 3 доменні печі об'ємом 1270 м³, 1310 м³ і 1425 м³. [джерело?] Завод отримував кокс з коксохімічного заводу в Сереманж-Ерзанж, агломерат — з агломераційних фабрик у містах Сюзанж (у складі Сереманж-Ерзанж) і Ромба. Причому в Сюжанж аглофабрика була закрита ще до закриття заводу.
З 2012 року завод перебуває на консервації.